# Indische Badmintonmeisterschaft 1996/97
Die Indische Badmintonmeisterschaft der Saison 1996/1997 fand Anfang 1997 in Pune statt. Es war die 61. Austragung der nationalen Titelkämpfe im Badminton in Indien.

## Finalergebnisse
| Disziplin    | Sieger                           | Finalist                       | Ergebnis   |
| ------------ | -------------------------------- | ------------------------------ | ---------- |
| Herreneinzel | Pullela Gopichand                | Dipankar Bhattacharjee         | 15-6, 15-7 |
| Dameneinzel  | Manjusha Pawangadkar             | Aparna Popat                   |            |
| Herrendoppel | Jaseel P. Ismail Vijaydeep Singh | Bhushan Akut Vinod Kumar       |            |
| Damendoppel  | Manjusha Kanwar Archana Deodhar  | P. V. V. Lakshmi P. V. Sharada |            |
| Mixed        | Vinod Kumar Madhumita Bisht      | Rajeev Bagga Vijaya Shetty     |            |